# Hypodoxa involuta
Hypodoxa involuta är en fjärilsart som beskrevs av Louis Beethoven Prout 1933. Hypodoxa involuta ingår i släktet Hypodoxa och familjen mätare. Inga underarter finns listade i Catalogue of Life.